# 英法戰爭
英法戰爭是法蘭西與英格蘭（1707年後變為不列顛）一系列的軍事衝突，包括：

## 中世紀

### 中世紀盛期
- 諾曼征服英格蘭 (1066年) – 法國諾曼地公爵紀堯姆對英格蘭的軍事行動
- 英法戰爭 (1109年－1113年) – 卡佩王朝和諾曼第王朝的第一起軍事衝突。
- 英法戰爭 (1116年－1119年) – 諾曼第王朝在此戰後繼續統治諾曼第公國。
- 英法戰爭 (1123年－1135年) – 無政府狀態（英语：The Anarchy）中的各種衝突。
- 英法戰爭 (1158年－1189年) – 卡佩王朝和金雀花家族的第一起軍事衝突。
- 英法戰爭 (1193年－1199年) – 腓力奧古斯都和獅心王理查的軍事衝突。
- 英法戰爭 (1202年－1204年) – 法國王室收回金雀花家族的諾曼第公國和安茹伯國。
- 英法戰爭 (1213年－1214年) – 法王腓力奧古斯都擊敗英格蘭國王约翰和神聖羅馬帝國的聯軍。
- 英法戰爭 (1215年－1217年) – 法國干預第一次男爵戰爭，法國王太子路易被擁立為英王。
- 英法戰爭 (1224年)（英语：Siege of La Rochelle (1224)） – 卡佩王朝和金雀花家族爭奪普瓦圖。
- 英法戰爭 (1230年)（英语：English invasion of France (1230)） – 英王亨利三世試圖重奪大陸領地。
- 桑通日戰爭 (1242年－1243年) – 金雀花王朝試圖重建安茹帝國的行動。

### 中世紀後期
- 英法戰爭 (1294年－1303年)（英语：Anglo-French War (1294–1303)） – 法蘭西王國和英格蘭王國對加斯科涅的爭奪。
- 聖薩爾多戰爭 (1324年) – 法蘭西王國迅速佔領金雀花王朝在大陸上的領地阿基坦。
- 百年戰爭 (1337年－1453年) – 瓦盧瓦王朝和金雀花王朝對法國王位的繼承戰爭，另可再細分為三場衝突：
  - 愛德華階段 (1337年－1360年)（英语：Hundred Years' War, 1337–1360）
  - 查理階段 (1369年－1389年)（英语：Hundred Years' War, 1369–1389）
  - 蘭開斯特階段 (1415年－1453年)（英语：Hundred Years' War, 1415–1453）
- 瘋狂戰爭 (1485年－1488年) – 法國封建主內戰，後牽扯到英格蘭王國、神聖羅馬帝國等國。
- 英法戰爭 (1496年－1498年) – 義大利戰爭 (1494年－1498年)的一部分衝突。

## 近代早期

### 16至17世紀
- 英法戰爭 (1512年－1514年) – 康布雷同盟戰爭的一部分衝突。
- 英法戰爭 (1522年－1526年) – 意大利戰爭 (1521年－1526年)（英语：Italian War of 1521–1526）的一部分衝突。
- 英法戰爭 (1542年－1546年) – 意大利戰爭 (1542年－1546年)（英语：Italian War of 1542–1546）的一部分衝突。
- 英法戰爭 (1557年－1559年)（英语：Anglo-French War (1557–1559)） – 意大利戰爭 (1551年－1559年)的一部分衝突。
- 英格蘭遠征法國 (1562年－1563年)（英语：English expedition to France (1562-1563)） - 英格蘭干涉第一次法國宗教戰爭。
- 英法戰爭 (1627年－1629年) – 英格蘭干涉胡格諾叛亂。
- 英法戰爭 (1666年－1667年) – 第二次英荷戰爭中的小衝突。
- 大同盟戰爭 (1689年－1697年) – 英格蘭聯合歐洲七國組成大同盟圍剿法蘭西王國。

### 18世紀
- 西班牙王位繼承戰爭 (1702年－1713年) – 英格蘭與數國組成大同盟對抗法西波旁同盟。
- 奧地利王位繼承戰爭 (1740年－1748年) – 國事詔書聯軍與支持查理七世為皇的國家的衝突。
- 卡那提克戰爭 (1746年－1763年) – 法國與英國爭奪印度殖民地。
- 七年戰爭 (1754年－1763年) – 法國與英國和盟友在全球的爭霸戰爭。
- 英法戰爭 (1778年－1783年) – 法國介入美國獨立戰爭，並與英國在全世界交戰。
- 英法戰爭 (1793年－1802年) – 法國大革命戰爭和其附帶衝突。

### 19世紀
- 拿破崙戰爭 (1803年－1815年)  – 法蘭西第一帝國對抗反法同盟的戰爭。
- 第二次世界大戰 –英国和自由法国对抗维希政府。

## 危機
幾乎使兩國發動戰爭的危機：
- 科西嘉危機（英语：Corsican Crisis）
- 福克蘭危機（英语：Falklands Crisis (1770)）
- 努特卡危機（英语：Nootka Crisis）
- 里奧努涅斯事件（英语：Rio Nunez incident）
- 法绍达事件
- 黎凡特危機（英语：Levant Crisis）

## 另見
- 英法關係
- 1993年瑟堡事件（英语：1993 Cherbourg incident）
- 襲擊凱比爾港
- 老同盟
- 英吉利海峽扇貝捕撈糾紛（英语：English Channel scallop fishing dispute）
- 英法協約